# Avio Linee Italiane
Pour les articles homonymes, voir Avio.
La société Avio Linee Italiane, ou ALI S.p.A. est une compagnie aérienne privée italienne créée en 1926 à Turin par le sénateur Giovanni Agnelli, patron de FIAT. Elle a exercé une activité de transport de ligne durant la première moitié du XXe siècle.

## Histoire
La compagnie Avio Linee Italiane - ALI a été créée en 1926 sous l'égide du groupe FIAT, par le sénateur Agnelli. Elle subit de plein fouet, peu après sa création, la Seconde Guerre mondiale et repris son activité dès la fin du conflit en assurant le transport de ligne sur les routes nationales italiennes comme à l'international jusqu'en Amérique du Sud et au Japon.
Le 31 mars 1952, elle fusionnera avec la nouvelle compagnie nationale italienne créée au lendemain de la guerre, en 1947, Linee Aeree Italiane - LAI.

## Réseau
Au cours des premières années d'activité, la compagnie s'est surtout attachée à desservir les aéroports nationaux italiens avant de s'engager en 1937 sur la ligne Venise-Milan-Turin-Paris. En 1938, elle dessert Londres puis Vienne et Budapest. Elle ira même jusqu'à Tokyo avec un avion Fiat G.12 spécialement aménagé. 

## Flotte
À sa création, la compagnie fit l'acquisition d'avions Fokker F.VII qui seront bien vite remplacés par des avions Fiat, notamment les Fiat G.18 et Fiat G.12. À partir de 1947, la compagnie utilisera aussi les nouveaux Fiat G.212 ainsi que les Douglas DC-3. En 1939, elle comptait 16 aéronefs dont 1 DC-2, 9 Fiat G.18 et 6 Savoia-Marchetti S.73,. Lors de sa fusion avec la compagnie LAI en 1952, elle apporta 9 appareils DC-3 et vendra ses Fiat plus anciens. 